# Zdeno Cíger
Zdeno Cíger (* 19. Oktober 1969 in Martin, Tschechoslowakei) ist ein ehemaliger slowakischer Eishockeyspieler und derzeitiger -trainer, der in seiner Karriere 352 NHL-Spiele für die New Jersey Devils, Edmonton Oilers, New York Rangers und Tampa Bay Lightning absolviert hat. Zwischen 2015 und 2017 war er Nationaltrainer der slowakischen Nationalmannschaft.

## Karriere
Zdeno Cíger begann seine Karriere in den Nachwuchsmannschaften des MHC Martin, bevor er 1986 zu den Junioren von Dukla Trenčín wechselte. In der Spielzeit 1987/88 gab er für Dukla sein Debüt in der höchsten Spielklasse der Tschechoslowakischen Föderation und etablierte sich innerhalb der nächsten zwei Jahre innerhalb der Mannschaft. Beim NHL Entry Draft 1988 wurde er von den New Jersey Devils in der dritten Runde an 54. Stelle ausgewählt. In der folgenden Saison, 1988/89, erzielte er 18 Tore und gab 30 Assists und wurde aufgrund dieser Leistung als Rookie des Jahres ausgezeichnet. Ein Jahr später entschloss er sich zu einem Wechsel nach Nordamerika und spielte zunächst für die Utica Devils. Nach nur acht Spielen wurde Cíger in den NHL-Kader der New Jersey Devils berufen und absolvierte der Rest der Spielzeit 1990/91 in New Jersey. Bis Mitte der Saison 1992/93 blieb er bei den Devils, bevor er im Januar 1993 zusammen mit Kevin Todd an die Edmonton Oilers abgegeben wurde, die im Gegenzug Bernie Nicholls nach New Jersey schickten.
Bei den Oilers steigerte Zdeno Cíger seine Punkteausbeute von Jahr zu Jahr und erreichte in der Saison 1995/96 insgesamt 70 Scorerpunkte. Nach diesem Erfolg kehrte er in die Slowakei zurück und spielte ab diesem Zeitpunkt für den HC Slovan Bratislava in der slowakischen Extraliga. Er gewann als Spieler insgesamt vier slowakische Meistertitel mit Slovan und wurde fünfmal in das All-Star-Team der Extraliga gewählt. Außerdem nahm er mit Slovan Bratislava über mehrere Jahre an der European Hockey League teil, wo Cíger stets zu den offensiv-stärksten Spielen gehörte.
Im Oktober 1998 erwarben die neu gegründeten Nashville Predators die Rechte an Cíger während des NHL Waiver Draft. Zwei Jahre später gingen diese Rechte an das Expansion Team Minnesota Wild. Zdeno Cíger verblieb aber in beiden Fällen in der Slowakei, da er nicht unter Vertrag genommen wurde. Erst 2001 unterzeichnete er wieder einen NHL-Vertrag, diesmal bei den New York Rangers. Im Dezember 2001 transferierten ihn die Rangers jedoch nach Tampa Bay, die dafür Matthew Barnaby an die Rangers abgaben. Nach der Saison 2001/02 kehrte Cíger zu Slovan zurück. Cíger absolvierte insgesamt 352 NHL-Partien, in denen er 94 Tore erzielte und 134 Vorlagen gab.
Nach seiner Rückkehr aus Nordamerika gewann er mit Slovan 2003 die Ligameisterschaft und beendete 2004 offiziell seine Karriere. Vor den Playoffs der folgenden Spielzeit wurde er überredet, ein Comeback zu wagen und brillierte mit 21 Scorerpunkten in 19 Playoff-Partien. Dieser Einsatz bescherte ihm einen weiteren slowakischen Meistertitel, er trat jedoch erneut vom Leistungssport zurück. Vor den Playoffs der Spielzeit 2005/06 wiederholte sich dieser Vorgang: In weiteren 15 Saison- bzw. Playoff-Spielen erzielte er 13 Punkte, entschied sich aber danach zum endgültigen Abschied vom aktiven Leistungssport, um als Co-Trainer der slowakischen Nationalmannschaft zu arbeiten.

### Als Trainer
Im August 2006 wurde Cíger  Assistenztrainer von Július Šupler, dem damaligen Cheftrainer der slowakischen Nationalauswahl. Ein Jahr später beendete er die Tätigkeit im Nationalteam, um sich auf seine Vereinsarbeit zu konzentrieren, und wurde durch Peter Oremus ersetzt. Im Sommer 2006 übernahm Cíger zudem das Amt des Cheftrainers bei Slovan Bratislava und konnte in den folgenden zwei Spielzeiten zwei slowakische Meistertitel mit dem Verein gewinnen.
Im Oktober 2008 trat er aufgrund mangelnden Erfolgs als Cheftrainer bei Slovan zurück. Während der Saison 2010/11 übernahm er erneut den Trainerposten bei Slovan, nachdem Pavel Hynek entlassen worden war.
Von Mitte 2015 bis Mitte 2017 war er Cheftrainer der slowakischen Nationalmannschaft und betreute das Team bei den Weltmeisterschaften 2016 (9. Platz) und 2017 (14. Platz). Seit 2021 ist Cíger Juniorentrainer bei Slovan Bratislava.

### International
Zdeno Cíger hat neben seinen Erfolgen auf Vereinsebene auch bei vielen internationalen Titelkämpfen teilgenommen: Für die Auswahlteams der Tschechoslowakei bestritt er die U18-Europameisterschaft 1987, die U20-WM 1988 und die Weltmeisterschaft der Herren 1989 und 1990, wobei er zwei Bronzemedaillen und eine Silbermedaille gewann. Mit dem Nationalteam der Slowakei schaffte er 1995 den Aufstieg in die A-Gruppe der Weltmeisterschaft und nahm bis 2003 immer wieder an der Weltmeisterschaft teil. Außerdem gehörte er dem slowakischen Kader bei den Olympischen Winterspielen 1998 an.
Im Trikot der slowakischen Nationalmannschaft absolvierte er insgesamt 106 Spiele, in denen er 34 Tore erzielte. Für die Nationalmannschaft der Tschechoslowakei erreichte er 13 Tore in 43 Länderspielen.

## Erfolge und Auszeichnungen
- 1989 Rookie des Jahres der 1. Liga
- Slowakischer Meister 1998, 2000, 2003 und 2005 mit dem HC Slovan Bratislava (als Spieler)
- All-Star-Team der Extraliga 1997/98, 1998/99, 1999/2000, 2000/01 und 2002/03
- Bester Vorlagengeber der Extraliga 2003/04
- Slowakischer Meister 2007 und 2008 mit dem HC Slovan Bratislava (als Trainer)
- 2008 Trainer des Jahres der Extraliga

### International
- 1987 Silbermedaille bei der U18-Junioren-Europameisterschaft
- 1989 Bronzemedaille bei der Junioren-Weltmeisterschaft
- 1989 Bronzemedaille bei der Weltmeisterschaft
- 1990 Bronzemedaille bei der Weltmeisterschaft
- 2003 Bronzemedaille bei der Weltmeisterschaft

## Karrierestatistik

### International
(Legende zur Spielerstatistik: Sp oder GP = absolvierte Spiele; T oder G = erzielte Tore; V oder A = erzielte Assists; Pkt oder Pts = erzielte Scorerpunkte; SM oder PIM = erhaltene Strafminuten; +/− = Plus/Minus-Bilanz; PP = erzielte Überzahltore; SH = erzielte Unterzahltore; GW = erzielte Siegtore; 1 Play-downs/Relegation; Kursiv: Statistik nicht vollständig)